# Stuguns landskommun
Stuguns landskommun var en kommun i Jämtlands län.

## Administrativ historik
Kommunen bildades i Stuguns socken i Jämtland i samband med att 1862 års kommunalförordningar trädde i kraft.
Vid kommunreformen 1952 gick landskommunen Borgvattnet upp i Stugun.
År 1971 infördes enhetlig kommuntyp och Stuguns landskommun ombildades därmed till Stuguns kommun, dock utan någon territoriell förändring. 1974 uppgick kommunen, tillsammans med Fors, i Ragunda kommun.

### Kyrklig tillhörighet
I kyrkligt hänseende tillhörde kommunen Stuguns församling. Den 1 januari 1952 tillkom Borgvattnets församling.

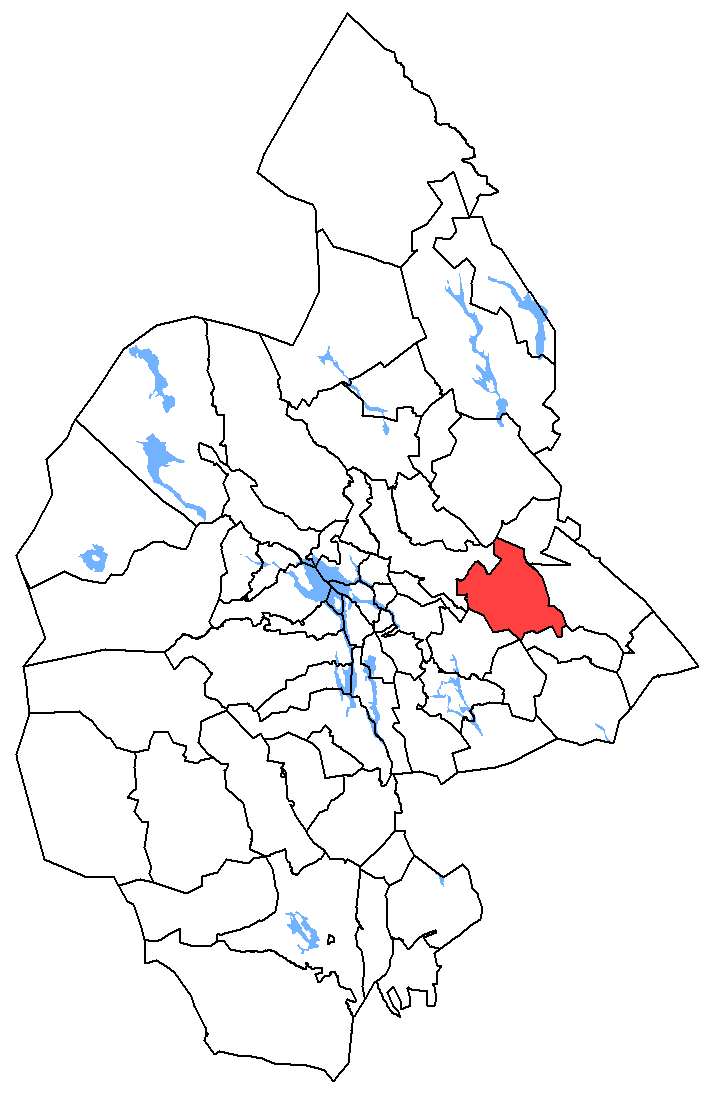
Stugun landskommuns ursprungliga omfattning 1863–1951.

## Kommunvapnet
Blasonering: I grönt fält en bjälke, åtföljd ovan av ett grekiskt kors och nedtill av två granar, allt av silver.
Landskommunens vapen fastställdes den 10 juli 1947 av Kungl. Maj:t. Bjälken i mitten syftar på den medeltida färdväg mellan Norrlandskusten och Nidaros, vid vilken den så kallade själastuga, dvs. härbärge, som givit upphov till ortnamnet, var belägen. Det grekiskt korset är Uppsala domkyrkas symbol och syftar på ärkebiskopens beskydd av själastugan medan de två granarna syftar på skogsnäringen.

## Geografi
Stuguns landskommun omfattade den 1 januari 1952 en areal av 1 203,55 km², varav 1 139,00 km² land.

### Tätorter i kommunen 1960
I Stuguns kommun fanns tätorten Stugun, som hade 403 invånare den 1 november 1960. Tätortsgraden i kommunen var då 12,6 procent.

## Politik

### Mandatfördelning i valen 1938-1970
| 14 | 2 | 5 |

| 20 |

| 12 | 9 |

| 20 |

| 12 | 9 |

| 20 |

|  | 23 | 6 | 5 |

| 33 |

|  | 23 | 5 | 6 |

| 33 |

|  | 23 | 4 | 7 |

| 34 |

|  | 22 | 5 | 7 |

| 33 |

|  | 15 | 6 |  | 2 |

| 22 |

|  | 11 | 5 | 6 | 2 |

| 20 | 5 |